# Stazione di Palazzolo sull’Oglio
Stazione di Palazzolo sull'Oglio vasútállomás Olaszországban, Lombardia régióban, Palazzolo sull’Oglio településen.

## Vasútvonalak
Az állomást az alábbi vasútvonalak érintik:
- Lecco–Brescia-vasútvonal
- Palazzolo–Paratico-vasútvonal

## Kapcsolódó állomások
A vasútállomáshoz az alábbi állomások vannak a legközelebb:
- Stazione di Grumello del Monte (Lecco–Brescia-vasútvonal)
- Stazione di Cologne (Lecco–Brescia-vasútvonal)
- Stazione di Capriolo (Palazzolo–Paratico-vasútvonal)